# أحمد خليل الخالدي
أحمد خليل الخالدي (مواليد 17 أكتوبر 1972) هو لاعب كرة قدم قطري معتزل لعب في مركز حارس المرمى شارك مع متخب قطر في الألعاب الأولمبية الصيفية 1992.

## روابط خارجية
- أحمد خليل الخالدي على موقع ناشيونال فوتبول تيمز (الإنجليزية)
- أحمد خليل الخالدي على موقع Soccerway.com (الإنجليزية)
- أحمد خليل الخالدي على موقع عالم كرة القدم.نت (الإنجليزية)
- أحمد خليل الخالدي على موقع أوليمبيديا (الإنجليزية)